# Gliadin

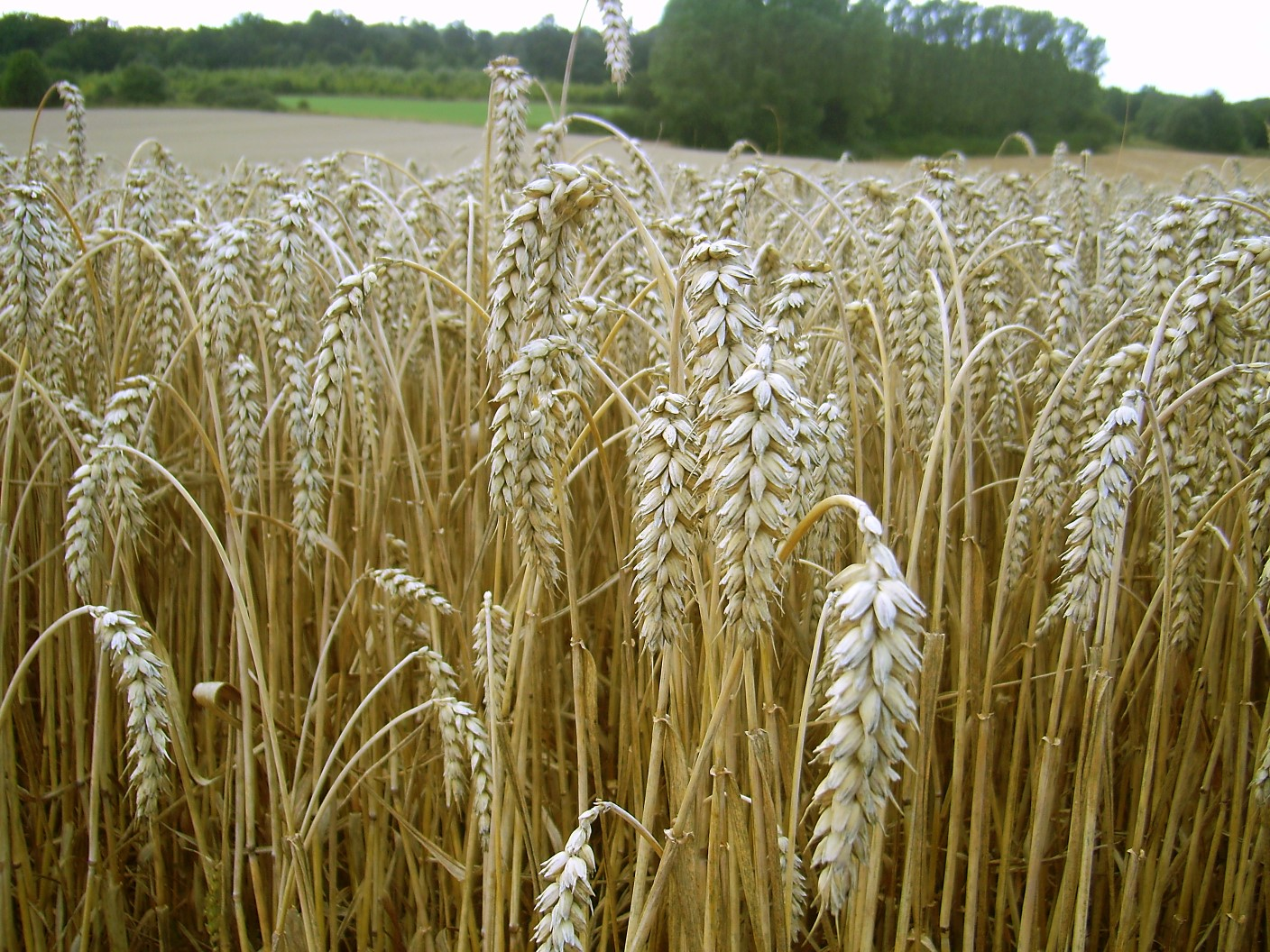
Reife Weizenähren enthalten Gliadine

Als Gliadin werden alle in Alkohol löslichen Reserveproteine des Weizens bezeichnet. Sie werden nach ihrer Löslichkeit in α-/β-, γ- und ω-Gliadine eingeteilt. Die α-/β- und γ-Gliadine sind als Antigene für die Zöliakie beim Menschen verantwortlich, aber auch die ω-Gliadine können allergische Reaktionen auslösen.
Im Gegensatz zu Glutenin, einer zweiten Osborne-Fraktion, ist Gliadin in 70-prozentigem Ethanol löslich und kann dementsprechend fraktioniert werden. Gliadin hat eine Molekülmasse von <100.000 u. In der primären Aminosäuresequenz überwiegen die Aminosäuren Prolin und Glutamin; die ernährungsphysiologisch bedeutsame und essentielle Aminosäure Lysin ist weniger stark vertreten als bei den Osbornefraktionen Albumin und Globulin. Genetisch teilt man die α-/β-Gliadine in fünf und die γ-Gliadine in drei Homologieklassen ein. Jedes haploide Genom enthält über 100 Kopien des codierenden Gens für α-/β-Gliadin.
Gliadin ist hoch dehnfest und wenig elastisch. Beim Herstellen weizenhaltiger Gebäcke festigt es zusammen mit dem Glutenin den Teig und stabilisiert nach dem Backen mit der verkleisterten Stärke die Krume.